# علی‌آباد چاهک
علی‌آباد چاهک، روستایی از توابع بخش نوک‌آباد شهرستان تفتان در استان سیستان و بلوچستان ایران است.

## جمعیت
این روستا در دهستان تفتان جنوبی قرار دارد و براساس سرشماری مرکز آمار ایران در سال ۱۳۹۵، جمعیت آن ۱۳۰ نفر (۴۴ خانوار) بوده‌است.